# Gerrit Toorenburgh
Gerrit Toorenburgh, ook Toorenburg of Torenburg (Amsterdam, 1732 - Nijkerk, 1785) was een Nederlands kunstschilder.
Toorenburgh was een leerling van Jan ten Compe en net als hij schilder van landschappen en stadsgezichten. Daarnaast was hij behangschilder.
In zijn autobiografie schrijft de destijds jonge kunstenaar Jordanus Hoorn (1753-1833): "Ik hoorde intussen dat er ruim twee uuren van Amersfoort, op een buiten was komen wonen eenen G. Toorenburg, landschapsschilder uit Amsterdam. Ik smeekten mijne ouders er naar te mogen gaan. Mijn vader bestelden er mij voor een half jaar per week en er een dag een les te halen. Hier wierden mij mijn blote schetzen en door mijn meester naar ’t leven getekend voorgelegd, om er uitgewerkte tekeningen naar te maken- en te wassen met O.I.inkt – O! Nú leerden ik! - want mijn goede meester beredeneerde met mij ’t geen ik tekende, vier kleine tekeningen waaren af – toen kopieerden ik een gezichtje van de gezonkene Muiderpoort van Amsterdam door mijn goede Heer G. Toorenburg met olijverf geschilderd,- en nog drie door anderen schilderde ik naar de schetzen van mijn meester. –Staande dit half jaar was ik zoo gelukkig van bekent te worden met de gewezene – kunstlievende Heer en Mevrouw van Oosten de Bruyn! Door wiens liefderijke voorspraak bij mijne ouders ik te Haarlem kwam, in ’t jaar 1772."

## Galerij

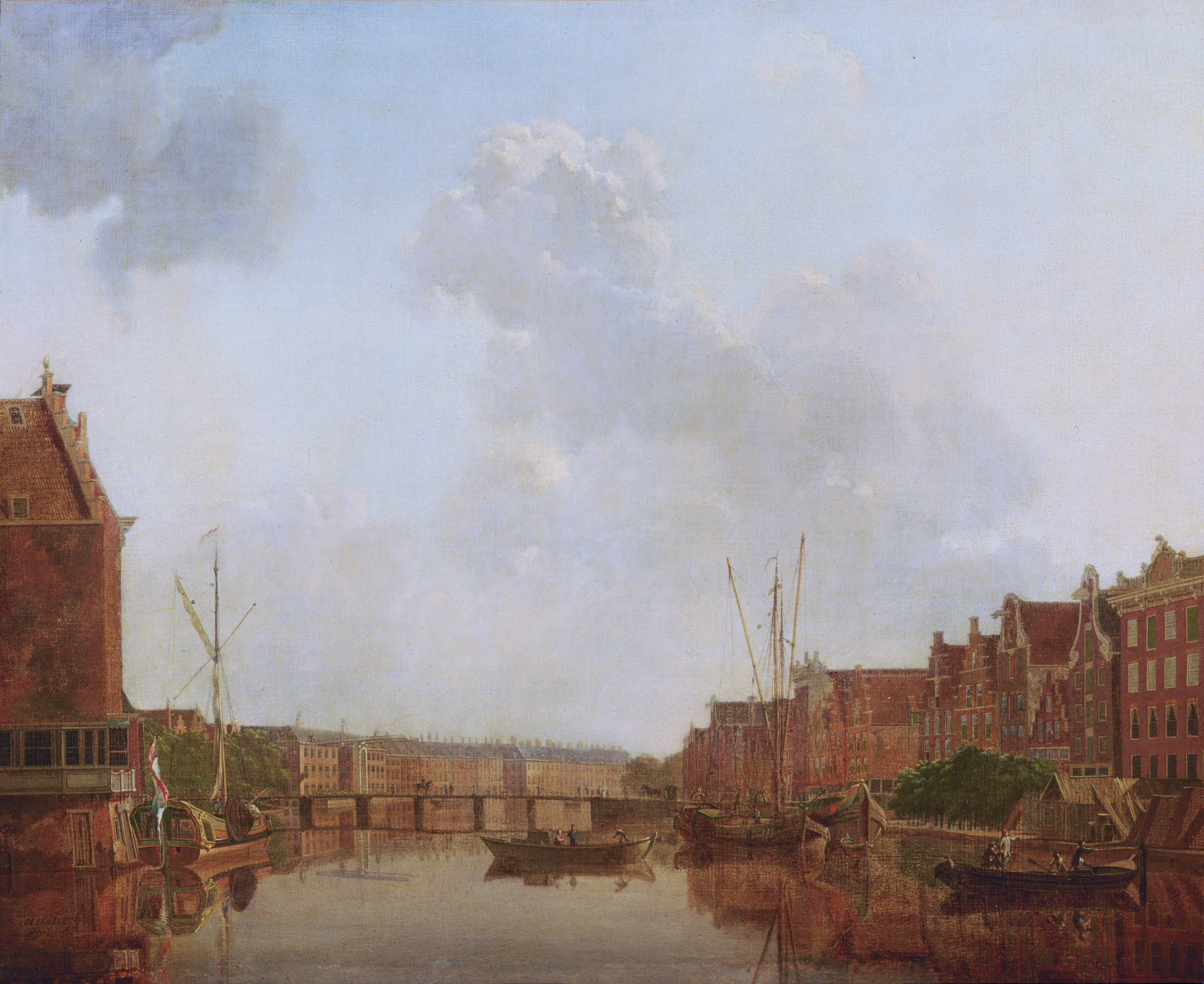
Gezicht op de Amstel te Amsterdam
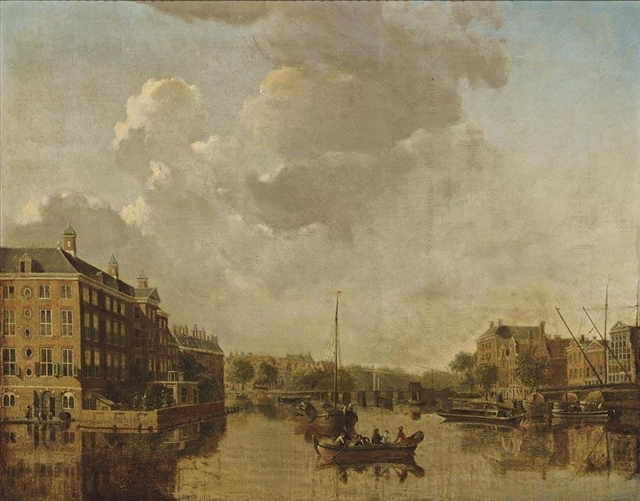
Gezicht op de Binnen-Amstel richting Blauwbrug met links het Diaconaal Weeshuis.
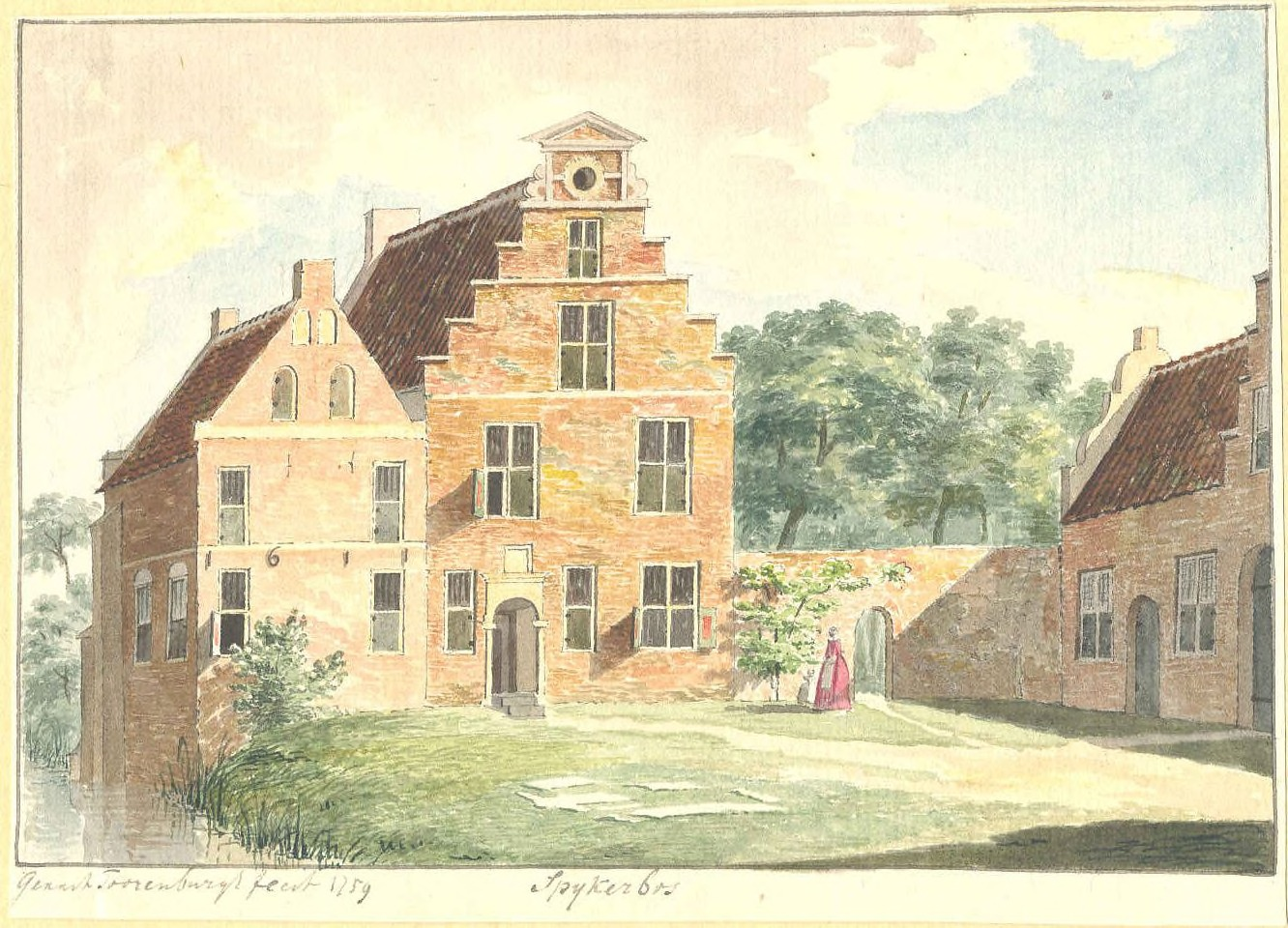
Huis Spijkerbosch bij Olst anno 1611 (1759)
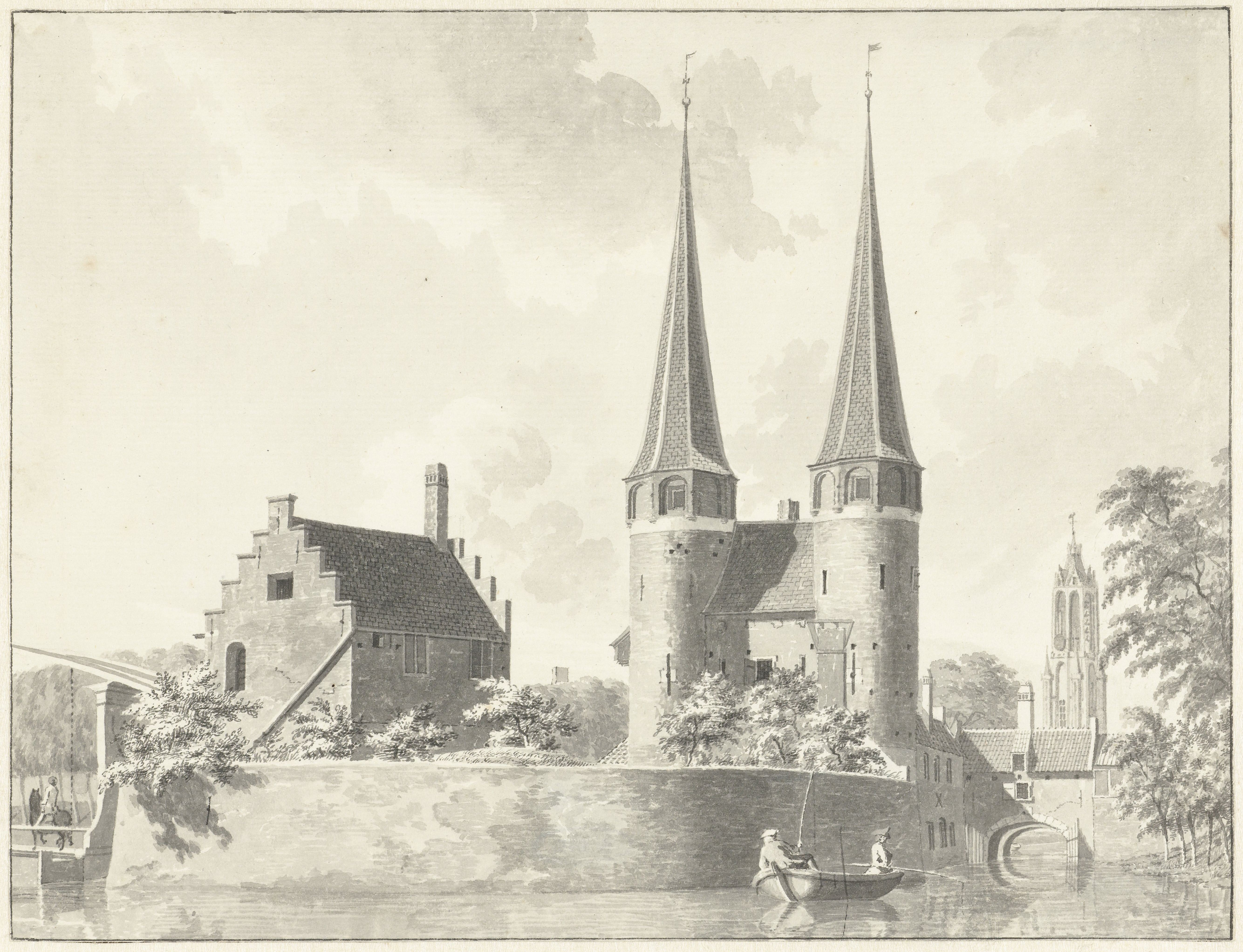
De Oostpoort te Delft (1761)
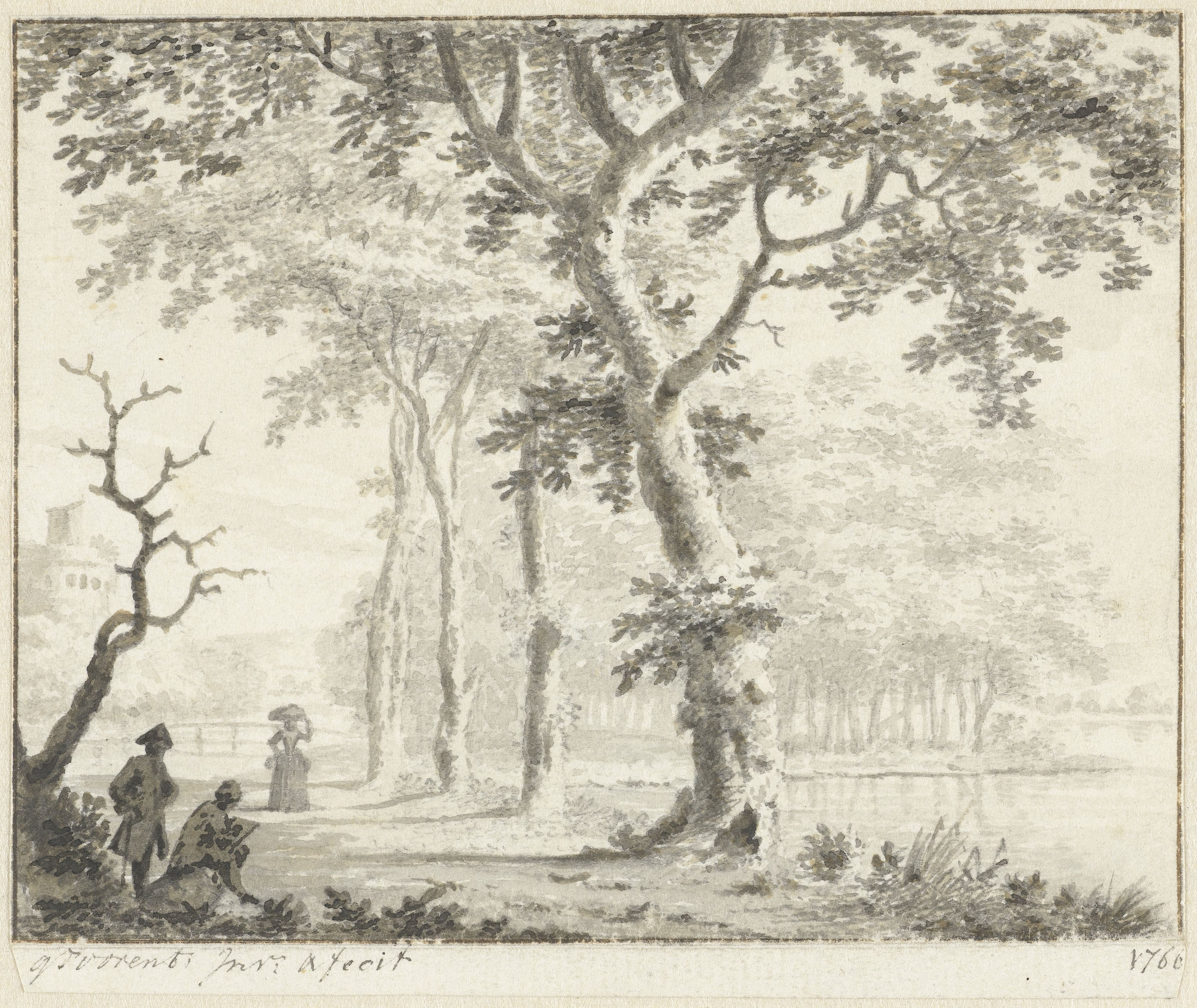
Bomen aan de waterkant en een tekenaar (1766)
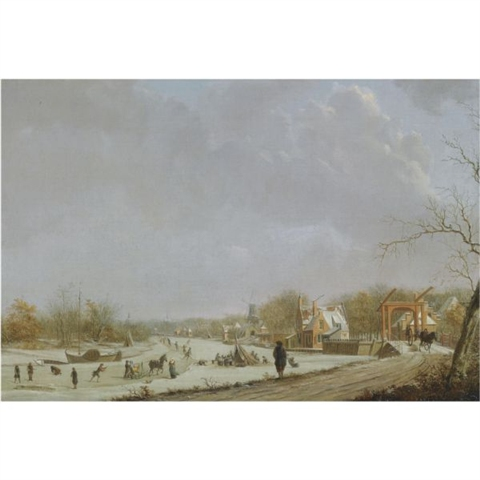
Een winters gezicht op Leiden met schaatsers op de Oude Rijn, rechts de Lage Rijndijk met de molen De Ooievaar aan de rechterhand, de Spanjaardsbrug op de voorgrond en in de verte de Zijlpoort en de Marekerk. (1771)

- Biografisch Portaal: 18670899
- Digitale Bibliotheek voor de Nederlandse Letteren: toor018
- International Standard Name Identifier: 0000 0004 2312 716X
- Nederlandse Thesaurus van Auteursnamen: 354182072
- RKD-Nederlands Instituut voor Kunstgeschiedenis: 77863
- Union List of Artist Names: 500017657
- Virtual International Authority File: 95789424
- WorldCat: E39PBJcKGghYbTt4wWkGDbKyBP